# Constanza Martínez
Constanza Paz Martínez Gil (Santiago, 24 de agosto de 1987) es una abogada y política chilena, militante y actual presidenta del Frente Amplio. Entre marzo de 2022 y julio de 2024 ejerció como Delegada Presidencial de la Región Metropolitana de Santiago bajo el gobierno del presidente Gabriel Boric.
Como presidenta del Centro de Estudiantes de Derecho de la Universidad de Chile fue dirigente estudiantil en las movilizaciones estudiantiles de 2011 y posteriormente participó en la fundación del Frente Amplio.

## Biografía
Nació el 24 de agosto de 1987 en Santiago. Cursó sus estudios universitarios en la Facultad de Derecho de la Universidad de Chile de donde egresó como abogada.

## Carrera política

### Dirigente estudiantil (2011-2016)

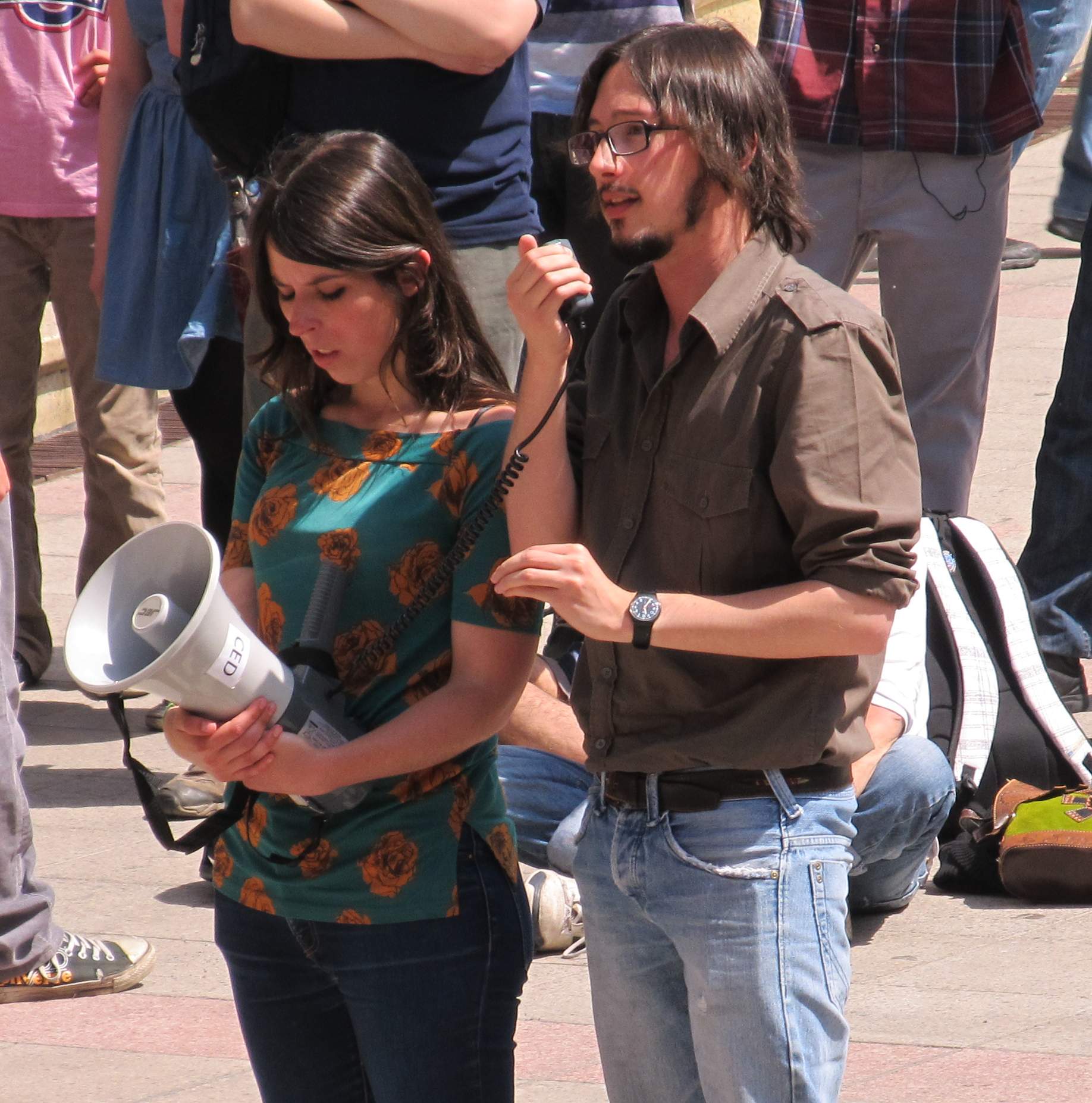
Constanza Martínez como presidenta del Centro de Estudiantes de Derecho de la Universidad de Chile, junto a Francisco Figueroa, vicepresidente de la FECH (2011).

Inicia su vida política como presidenta del Centro de Estudiantes de Derecho (CED) de la Universidad de Chile en 2011, participando activamente en las movilizaciones estudiantiles de ese año.
El 4 de agosto se convocó a dos marchas, una matutina de los estudiantes secundarios y una vespertina de los universitarios, las que no contaron con el permiso de las autoridades.  Ninguna de las dos marchas planeadas pudo concretarse, pues Carabineros reprimió duramente a los estudiantes que llegaban a Plaza Baquedano en la capital chilena. Martínez participaba de la marcha para estudiantes universitarios cuando fue detenida por Carabineros tras intentar ingresar a la Facultad de Derecho. En ese momento, la también dirigenta estudiantil y estudiante de derecho, Constanza Schönhaut, trató de impedir su detención pero finalmente ambas fueron llevadas por los agentes policiales.[cita requerida]
El mismo año se presentó como candidata a la Federación de Estudiantes de la Universidad de Chile (Fech) en una lista de militantes autonomistas liderada por Gabriel Boric, quien logró el cargo de presidente de la Federación. En 2013 se desempeñó como administradora de la Fech bajo la presidencia de Andrés Fielbaum. Participó en el proceso de fundación del Movimiento Autonomista en 2016.

### Asesora parlamentaria (2016-2021)
Junto a Gonzalo Winter, integró el equipo de campaña del en ese entonces candidato a diputado por Magallanes y expresidente de la Fech, Gabriel Boric. En 2016 se integró como abogada del Comité de Normativa del ministerio de Educación en el segundo gobierno de Michelle Bachelet.[cita requerida]
Tras las elecciones parlamentarias de 2017, asumió como asesora parlamentaria del diputado del Frente Amplio, Gonzalo Winter, y posteriormente como su jefa de gabinete hasta 2021. Dejó el puesto de asesora para asumir directora ejecutiva de la campaña presidencial de Gabriel Boric en primera vuelta y como encargada de avanzada y programación en el balotaje.[cita requerida]

### Gobierno de Gabriel Boric (2022-)
El 28 de febrero de 2022, fue anunciada por el presidente electo, Gabriel Boric, como Delegada Presidencial de la Región Metropolitana de Santiago, siendo la primera mujer en ocupar el cargo desde su creación. Asumió sus funciones el 11 de marzo de 2022 junto al inicio formal de la administración del presidente Boric y renunció el 1 de julio de 2024. En julio de ese mismo mes, fue elegida la primera presidenta del Frente Amplio.